# Tramea lacerata
Tramea lacerata är en trollsländeart som beskrevs av Hagen 1861. Tramea lacerata ingår i släktet Tramea och familjen segeltrollsländor. Inga underarter finns listade i Catalogue of Life.

## Bildgalleri

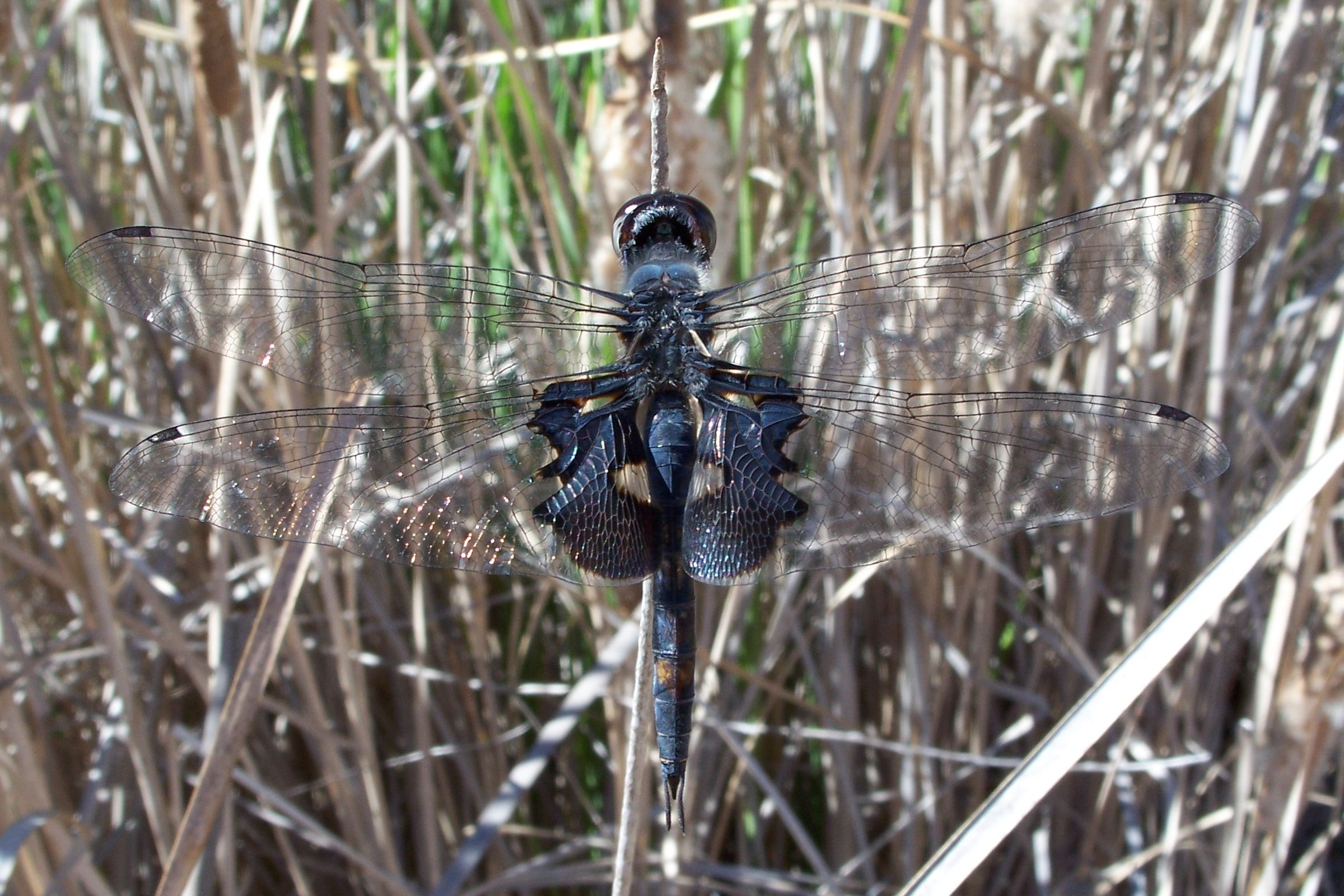
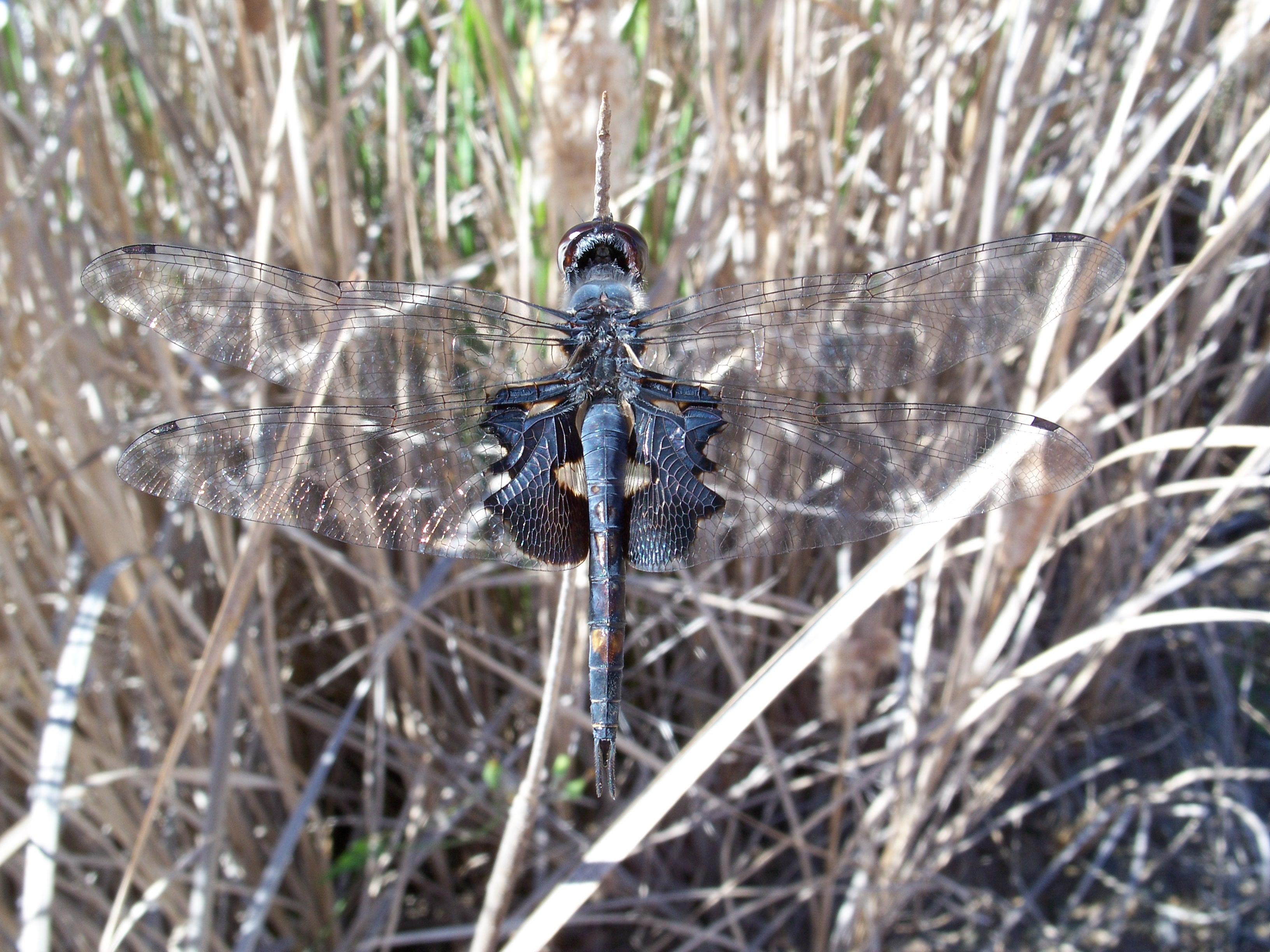
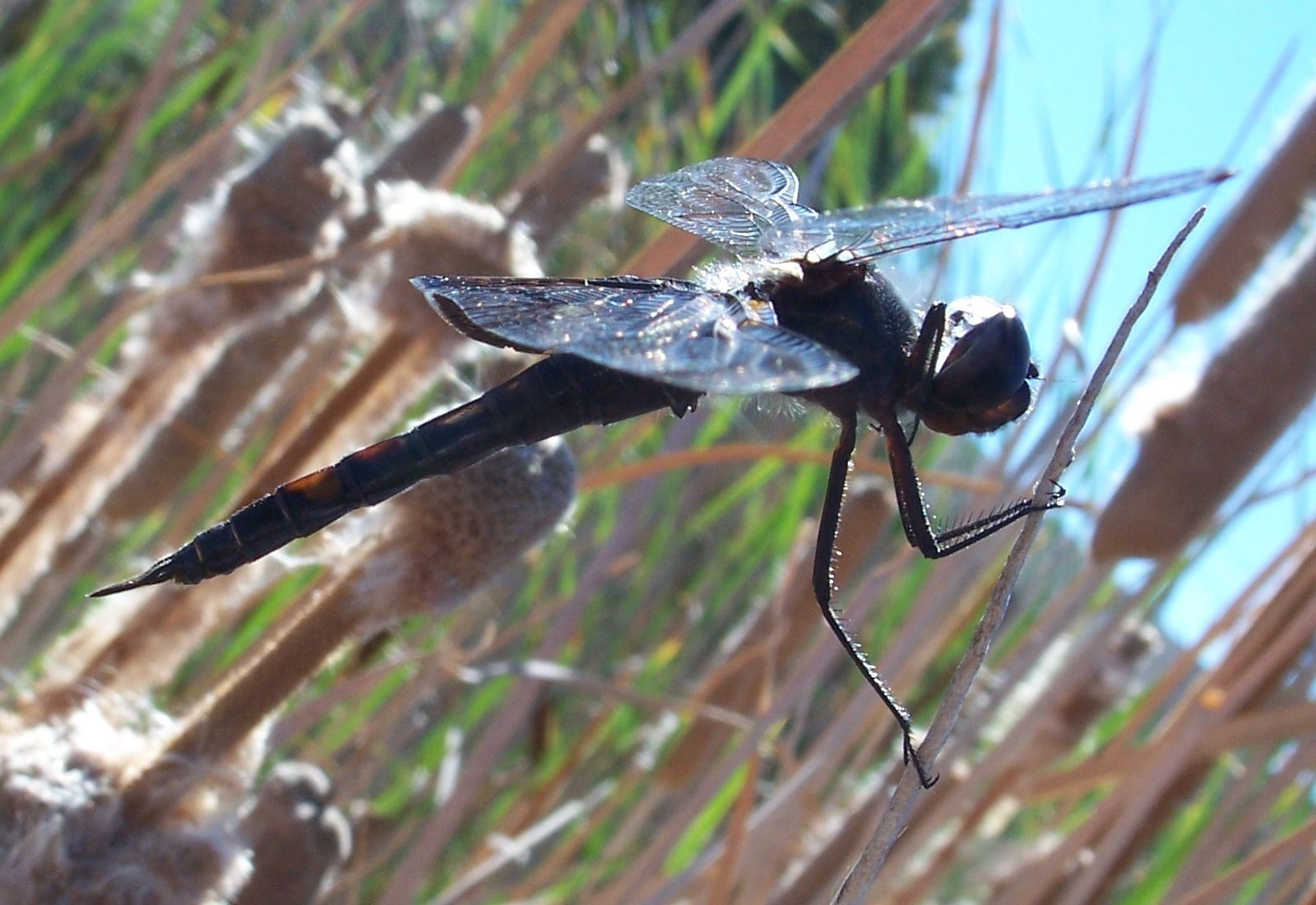
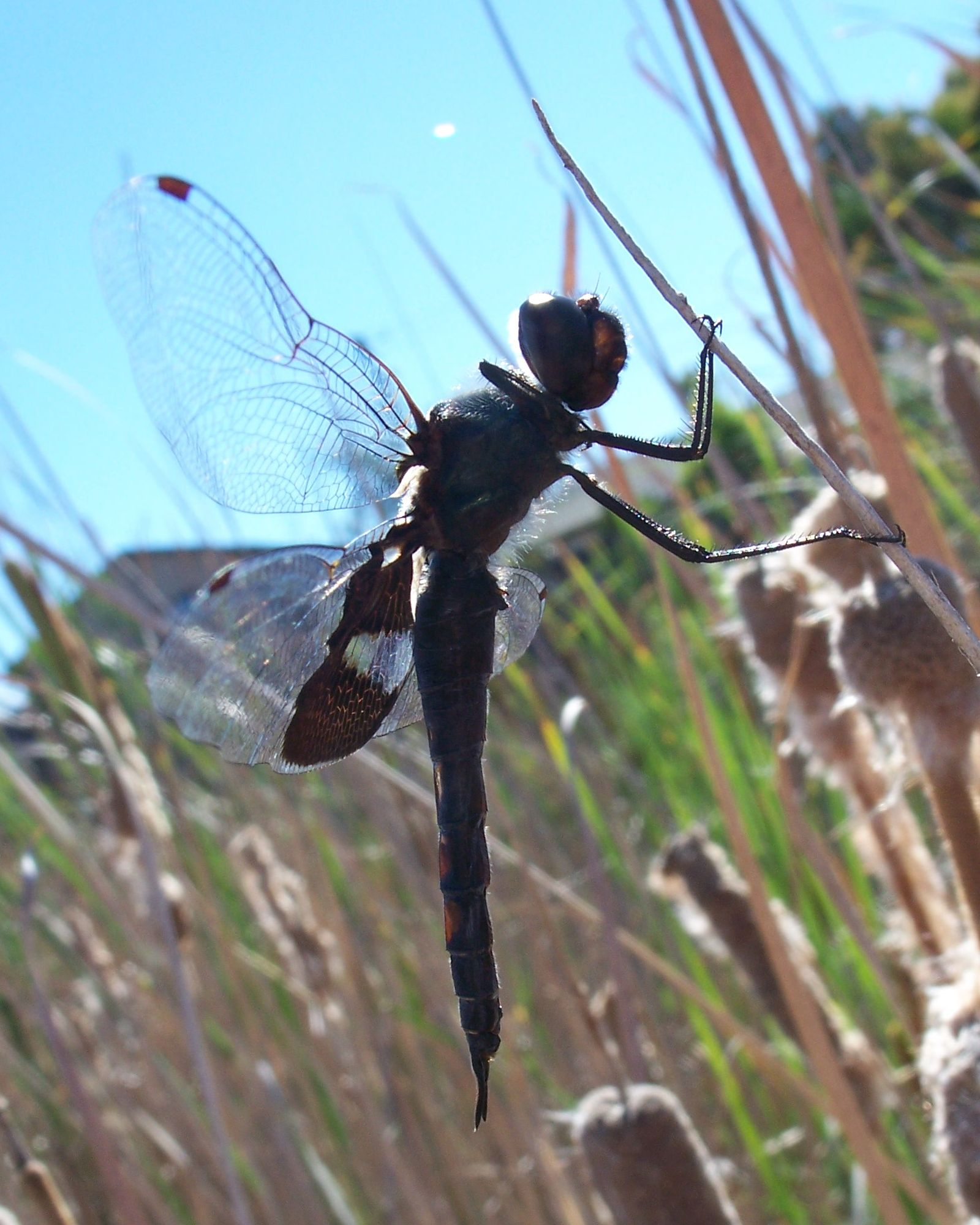